# Tomaspis aguirrei
Tomaspis aguirrei är en insektsart som beskrevs av Berg 1879. Tomaspis aguirrei ingår i släktet Tomaspis och familjen spottstritar. Inga underarter finns listade i Catalogue of Life.